# Samuel Coleridge-Taylor
Ne doit pas être confondu avec le poète également britannique Samuel Taylor Coleridge (1772-1834)
Pour les articles homonymes, voir Samuel Taylor (homonymie), Taylor et Coleridge (homonymie).
 (décembre 2021).
Si vous disposez d'ouvrages ou d'articles de référence ou si vous connaissez des sites web de qualité traitant du thème abordé ici, merci de compléter l'article en donnant les références utiles à sa vérifiabilité et en les liant à la section « Notes et références ».
Samuel Coleridge-Taylor est un compositeur et chef d'orchestre britannique né à Holborn (Grand Londres, Angleterre) le 15 août 1875 et mort à Croydon (Grand Londres) le 1er septembre 1912.

## Biographie
Métis, né d'un père Krio originaire de Sierra Leone et d'une mère anglaise, Samuel Coleridge-Taylor est élevé à Croydon, où il apprend au Conservatoire des rudiments de violon et de piano. En 1890, il est admis au Royal College of Music de Londres, où il poursuit son apprentissage du violon et étudie la composition auprès de Charles Villiers Stanford. En 1895, il entame une activité de chef d'orchestre avec l'Orchestre du Conservatoire de Croydon (en Angleterre, il dirigera également par la suite l'Orchestre de la Haendel Society de Londres — à partir de 1904 —, ainsi que l'Orchestre symphonique de Bournemouth). Diplômé en 1896, il commence à enseigner au Conservatoire de Croydon, au Trinity College of Music de Londres et auprès de la Rochester Choral Society dans le Kent. Ultérieurement, il bénéficiera du poste de professeur de composition au Trinity College sus-visé (en 1903), à l'école du Crystal Palace (en) d'art et de musique (en 1905) et à la Guildhall School of Music (en 1910), également à Londres.
Comme compositeur, il accède à une certaine notoriété en 1898, avec les créations de sa Ballade en la mineur pour orchestre au Three Choirs Festival (avec l'appui d'Edward Elgar et d'August Jaeger) et surtout de Hiawatha's Wedding Feast au Royal College of Music, sous la direction de Charles Villiers Stanford. Cette cantate pour soli, chœurs et orchestre, digne des grandes fresques chorales d'Edward Elgar ou de Georg Friedrich Haendel, connaît un grand succès du vivant de Coleridge-Taylor : ainsi, elle est créée en 1900 aux États-Unis, à Boston, et en Angleterre, passera le cap des 200 exécutions en 1904. Il s'agit en fait de la première partie d'une trilogie qui est dénommée The Song of Hiawatha (ou Scenes from the Song of Hiawatha) ; la deuxième partie The Death of Minnehaha est créée en 1899 au Festival de musique de Hanley ; et après la publication en 1900 de la troisième partie Hiawatha's Departure, l'ensemble (augmenté d'une ouverture) est créé en 1901 à Birmingham. The Song of Hiawatha reste aujourd'hui une des œuvres les plus connues de Coleridge-Taylor. Sinon, il compose dans des domaines variés (pièces pour piano, pour orgue, mélodies — songs, en anglais —, musique de chambre, musiques de scène, deux opéras, cantates, un concerto pour violon, une symphonie, œuvres diverses pour orchestre...).
En tant qu'homme « de couleur », il connaîtra évidemment des difficultés pour s'imposer dans la vie musicale britannique : ainsi, il n'est pas invité à diriger la création à Croydon, en 1911, de sa cantate A Tale of Old Japan. Ceci étant, il s'attache à mettre en valeur ses origines africaines, notamment au travers de plusieurs compositions (ainsi, sa African Suite pour piano de 1898) et à défendre la cause tant des Afro-Britanniques que des afro-américains. En particulier, il collabore avec le poète afro-américain Paul Laurence Dunbar (1872-1906) sur Seven African Romances (1897) et pour son premier opéra, Dream Lovers (1898) — Notons ici qu'un second opéra de 1907, Thelma, est à ce jour réputé perdu —. Aux États-Unis, est fondée à Washington en 1900 The Samuel Coleridge-Taylor Choral Society, chorale afro-américaine destinée au départ à promouvoir sa musique. C'est à l'invitation de cette société chorale que le compositeur se rend pour la première fois outre-Atlantique en 1904, entre autres à Washington, sa relative réussite sociale étant perçue par beaucoup comme un fort symbole, dans un pays où la ségrégation raciale sévit alors pleinement. Fait rare à l'époque, Coleridge-Taylor est reçu en audience privée à la Maison-Blanche par le Président Theodore Roosevelt. Il retourne aux États-Unis en 1906 où il visite cette fois plusieurs grandes villes américaines. Enfin, en 1910, lors de sa troisième et dernière de ces « tournées » (de concerts notamment) aux États-Unis, fait tout aussi rare que l'audience présidentielle, il dirige au Festival de musique de Norfolk (Connecticut) une formation chorale composée de blancs, laquelle interprète The Song of Hiawatha. À l'occasion de cet ultime séjour, il est surnommé le « Mahler noir » (« African Mahler » ou « Black Mahler »).
Après son décès prématuré d'une pneumonie en 1912, même si The Song of Hiawatha est encore joué au Royal Albert Hall de Londres, sous la direction de Malcolm Sargent, jusqu'en 1939, sa musique tombe ensuite dans un oubli relatif et, bien qu'il existe des parutions discographiques récentes, attend une plus large redécouverte.

## Vie privée

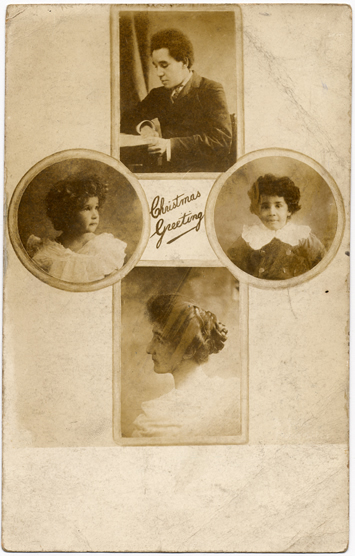
Carte de vœux de Noël représentant le compositeur anglais Samuel Coleridge-Taylor (en haut) et sa famille.

Samuel Coleridge-Taylor et Jessie Walmisley se sont rencontrés alors qu'ils étaient étudiants au Royal College of Music. Ils se marient, malgré l'opposition de la famille Walmisley, en 1899. Ils ont deux enfants, Hiawatha et Gwendolen (Avril) Coleridge-Taylor.

## Œuvre
Samuel Coleridge-Taylor laisse environ 160 œuvres, dont :

### Piano
- 1897 : 3 Humoresques op. 31 ;
- 1898 : African Suite op. 35 ;
- 1904 : Moorish Dance op. 55 ;
- 1905 : 24 Negro Melodies op. 59 ;
- 1906 : 4 Scenes of Ballet op. 64 ;
- 1907 : Forest Scenes, 5 pièces op. 66.

### Orgue
- 1898 : 3 Short Pieces sans n° d'op. ;
- 1913 (publication posthume) : 3 Impromptus op. 78.

### Voix et piano
- 1896 : 5 Love Songs op. 12 ;
- 1897 : 7 African Romances op. 17 ;
- 1898 : In Memoriam - 3 Songs op. 24 ;
- 1905 : 3 Part-Songs op. 67 ;
- 1909 : 5 Fairy Ballads sans n° d'op.

### Musique de chambre
- 1893 : Sonate pour clarinette et piano en fa mineur sans n° d'op. ; Trio avec piano en mi mineur sans n° d'op. ; Quintette pour piano en sol mineur op. 1 ;
- 1894 : Nonette pour cordes et vents en fa mineur op. 2 ;
- 1895 : 5 Fantasiestücke pour quatuor à cordes op. 5 ;
- 1896 : Quintette avec clarinette en fa dièse mineur op. 10 ; Quatuor à cordes en ré mineur op. 13 ;
- 1898 : Sonate pour violon et piano en ré mineur op. 28 ;
- 1904 : 4 African Dances pour violon et piano op. 58 ;
- 1907 : Ballade pour violon et piano op. 73 ;
- 1918 (publication posthume) : Variations pour violoncelle et piano en si mineur sans n° d'op.

### Musiques de scène (pour orchestre)
- 1901 : Herod op. 47 ;
- 1902 : Ulysses op. 49 ;
- 1906 : Nero op. 62 ;
- 1908 : Faust op. 70 ;
- 1910 : The Forest of Wild Thyme op. 74 ;
- 1911 : Othello op. 79.

### Autres œuvres avec orchestre
- 1895 : Ballade pour violon en ré mineur op. 4 ;
- 1896 : Symphonie en la mineur op. 8 ;
- 1897 : Légende pour violon op. 14 ;
- 1898 : Dream Lovers, opéra op. 25 ; Ballade en la mineur op.33 ;
- 1899 : 4 Characteristic Waltzes op. 22 ; Solemn Prelude op. 40 ;
- 1901 : Idyll op. 44 ;
- 1906 : Symphonic Variations on an African Air op. 63 ;
- 1907 : Fantasiestücke pour violoncelle en la majeur sans n° d'op. ; Thelma, opéra op. 72 (réputé perdu) ;
- 1911 : Petite suite de concert (titre original) op. 77 ;
- 1912 : Concerto pour violon en sol mineur op. 80.

### Chorale
- 1898 : The Gitanos, cantate-opérette op. 26 ;
- 1899 : The Song of Hiawatha ou Scenes from The Song of Hiawatha (Overture for The Song of Hiawatha / I -  Hiawatha's Wedding Feast ; II - The Death of Minnehaha ; III - Hiawatha's Departure), cantate pour soprano, baryton, chœurs et orchestre op. 30 ;
- 1903 : The Atonement, cantate sacrée op. 53 ;
- 1904 : 5 Chorals Ballads pour baryton, chœurs et orchestre op. 54 ;
- 1908 : Sea Drift, Choral-Rhapsody op. 69 ;
- 1910 : Endymion's Dream, cantate op. 65 ;
- 1911 : A Tale of Old Japan, cantate op. 76.